# Okraj Thimphu
Okraj Тhimphu (Dzongkha: ཐིམ་ཕུ་རྫོང་ཁག་; Wylie: Thim-phu rdzong-khag) — (Dzongkhag)  v Butanu, je administrativna upravna enota zahodne pokrajine ( dzongdey).  Upavno središče je  Thimphu (glavno mesto Kraljevine Butan).
Del okraja zajema tudi območje nacionalnega parka Džigme Dordžija.

## Upravna razdelitev
Okraj sestavljajo 1 mesto Dzongkhag  (Thimphu) in 8 vasi (gevogov). V oklepaju je navedeno število prebivalcev in višinska lega nad morjem:
- Genje
- Dagala
- Кavang  (2.582 preb.) (2320 - 4769 m n.m.)
- Lingži  (495 preb.) (3445 - 6782 m n.m.)
- Меvang
- Naro    (189 preb.) (3800 - 5489 m n.m.)
- Soe     (183 preb.) (3720 - 7326 m n.m.)
- Čang

Vasi Lingži, Soe in Naro so združene v Lingži podokraj (dungkhag).

## Znamenitosti
Na območju okraja se nahajajo znameniti gradovi/trdnjave kot je  Tašičo in Lingži (Dzong),  ter   Kip Bude Dordenma.